# Péter Kovács (Jurist)
Péter Kovács (* 1959 in Szeged) ist ein ungarischer Jurist, Hochschullehrer und von 2015 bis 2024 Richter am Internationalen Strafgerichtshof.

## Leben und Wirken
Kovács studierte Rechtswissenschaften an der Universität Szeged von 1978 bis zu seinem Abschluss 1983. Anschließend widmete er sich dem postgradualen Studium des europäischen und internationalen Rechts in Nancy und in Universität Straßburg und erwarb unter anderem das Diplôme d’études supérieures européennes und das Diplôme de droit international et de droit comparé des droits de l’homme. Nach seiner Rückkehr nach Ungarn wurde er 1987 von der Universität Miskolc, wo er als Dozent tätig war, zum Dr. iur. promoviert. Von 1990 bis 1997 war Kovács als Diplomat an der ungarischen Botschaft in Paris tätig. 1997 habilitierte er sich und ist seit 1998 ordentlicher Professor an der Universität Miskolc. Gleichzeitig wurde er Professor an der Péter-Pázmány-Universität in Budapest für internationales öffentliches Recht. Von 1998 bis 1999 war Leiter der Abteilung für Menschenrechte und Minderheitenschutz im ungarischen Außenministerium. 
Von 2005 bis 2014 war Kovács Richter am Verfassungsgericht von Ungarn. Am 11. März 2015 wurde er für eine grundsätzlich neunjährige Amtszeit zum Richter am Internationalen Strafgerichtshof ernannt. Dort wirkte er unter anderem in den Prozessen gegen Thomas Lubanga und Germain Katanga im Kongokonflikt und im Prozess gegen Saif al-Islam al-Gaddafi mit. 